# جارد سيمز
جارد سيمز (بالإنجليزية: Jared Sims)‏ (16 أكتوبر 1993 في المملكة المتحدة - ) هو لاعب كرة قدم بريطاني في مركز الهجوم. لعب مع نادي بليموث أرجايل وTruro City F.C. ‏ وA.F.C. St Austell ‏ وSt Blazey A.F.C. ‏.

## وصلات خارجية
- جارد سيمز على موقع قاعدة بيانات كرة القدم.إي يو (الإنجليزية)
- جارد سيمز على موقع Soccerbase.com (لاعب) (الإنجليزية)